# Napoleon Franciscus Carolus Josephus Sassen

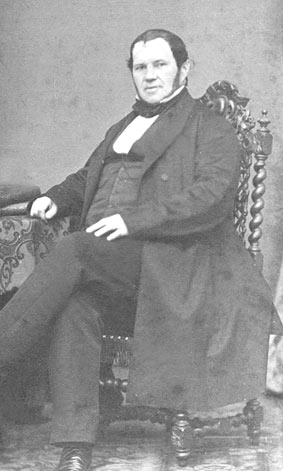
Napoleon Franciscus Carolus Josephus Sassen

Napoleon Franciscus Carolus Josephus Sassen (Hedel, 20 augustus 1811 - 's-Hertogenbosch, 25 januari 1876) was lid van de Eerste Kamer. Hij was de vader van Eerste Kamerlid Alphonse Marie Sassen van Vlierden (1844-1907) en een neef van Johannes Baptista Josephus Hengst.

## Leven
Sassen was een vooraanstaande Bossche advocaat die als katholiek Eerste Kamerlid tot de liberalen behoorde. Hij richtte in 's-Hertogenbosch een vooruitstrevende kiesvereniging op, die tussen 1848 en 1866 de verkiezingen in de Meierij van 's-Hertogenbosch beheerste. Hij werd in 1853 als reactie op de Aprilbeweging in de Senaat gekozen ter vervanging van de protestant Verhey van den Bogaard. In 1870 stemde hij tegen het voorstel om de doodstraf af te schaffen, maar kon daardoor toch niet zijn zetel redden.

## Werk
Naar aanleiding van een rechtskwestie schreef hij de volgende stukken van plaatselijk-historische waarde:
- Een woord over het eigendom, de beschikking en het bestuur van het ziekengasthuis en van deszelfs bezittingen en fondsen, te 's Hertogenbosch, 's Hert. 1849
- Onderzoek naar den oorspr. en den eigendom van het Groot-Gasthuis te 's Hert., ald. 1849
- Antw. aan den Weleerw. heer op zijne Nalezing der jongste geschr. betreffende het Groot-Gasthuis, ald. 1851
- Antw. aan denz. op zijne Nieuwe proeve eener nalezing, enz., ald. 1853.